# Platyplastinx culmosus
Platyplastinx culmosus är en tvåvingeart som beskrevs av Quate och Brown 2004. Platyplastinx culmosus ingår i släktet Platyplastinx och familjen fjärilsmyggor.
Artens utbredningsområde är Ecuador. Inga underarter finns listade i Catalogue of Life.